# Trugberg
Il Trugberg (3.933 m s.l.m.) è una montagna delle Alpi Bernesi.

## Descrizione
Si trova in Svizzera nel Canton Vallese a sud del più importante Mönch. Nei pressi del Mönchjoch, valico che lo separa dal Mönch si trova la Mönchsjochhütte.
Dai fianchi della montagna viene alimentato parte del Ghiacciaio dell'Aletsch.

## Salita alla vetta
Si può salire sulla vetta partendo dal Jungfraujoch dove arriva la Ferrovia della Jungfrau oppure dalla Konkordiahütte.